# Matrimonio mistico di santa Caterina (Lorenzo Salimbeni)
Il Matrimonio mistico di Santa Caterina è un dipinto (tempera su tavola) di Lorenzo Salimbeni, conservato nella Pinacoteca civica Tacchi-Venturi di San Severino Marche. È firmato e datato anno 1400.

## Storia e descrizione
L'opera nacque sotto la signoria degli Smeducci, capitani di ventura che per un certo frangente riuscì ad avere una notevole prosperità economica e culturale, grazie a scambi oltre la regione, fino all'Emilia, al Veneto ed alla Lombardia, dai cui gli artisti locali, primi fra tutti Lorenzo e suo fratello Iacopo, poterono attingere modelli aggiornatissimi al gusto gotico internazionale transalpino. La loro egemonia sulla città terminò bruscamente nel 1426 quando il Papa li esiliò definitivamente.
L'opera emblematica di questa stagione intensa è proprio il trittico con lo Sposalizio mistico di Santa Caterina, dove si vede, nel pannello centrale, un'aristocratica santa (Caterina era dopotutto una principessa, infatti porta la corona) che sta ricevendo l'anello del matrimonio mistico da Gesù Bambino sorridente, in braccio a Maria. Essa ha lo sguardo impassibilmente rivolto altrove, ma le sue mani sono occupate nella cura affettuosa del Bambino, carezzandogli la testa e aggiustando il lembo del drappo che lo avvolge sulla sua spalla. 
La scena è ambientata in un giardino paradisiaco, con una grande varietà di rose (fiore mariano), raffigurate con estrema cura del dettaglio naturalistico. Ma la parte più interessante è il gioco vorticoso delle linee che intessono i panneggi, con le falcate dei lembi a volte ampie, a volte nervosamente arricciate. Il tutto è evidenziato dai colori irreali, accesi e cangianti.
Negli scomparti laterali, a figura intera, i santi Simone e Giuda Taddeo, mentre negli sportelli esterni, per quanto rovinati, si trovano le rappresentazioni di San Luca evangelista allo scrittoio e una notevole Pietà, oltre alla data e alla firma. 
L'insieme è quindi un connubio di elementi della tradizione locale (come le proporzioni gerarchiche), aggiornate alle ultime novità europee.